# Antracotèrids
Els antracotèrids (Anthracotheriidae) són una família d'ungulats artiodàctils extints, relacionats amb els hipopòtams i els cetacis. El gènere més antic, Elomeryx, aparegué per primer cop durant l'Eocè mitjà a Àsia. Prosperaren a Àfrica i Euràsia i unes quantes espècies acabaren per arribar a Nord-amèrica durant l'Oligocè. Eventualment s'extingiren a Europa i Àfrica durant el Miocè, possiblement a causa d'una combinació de canvis climàtics i la competició amb altres artiodàctils, incloent-hi els porcs i els hipopòtams autèntics. El gènere més recent, Merycopotamus, s'extingí a Àsia durant el Pliocè superior.